# Marcus Claudius Marcellus (édile curule en -91)
Pour les articles homonymes, voir Claudius Marcellus.
Marcus Claudius Marcellus est un homme politique romain ayant vécu à la fin de la République romaine, né vers 127 av. J.-C. et mort après 74 av. J.-C.. Il appartenait à la gens Claudia. Il est célèbre pour avoir été le père de Marcus Claudius Marcellus, consul en 51 av. J.-C. et de Caius Claudius Marcellus, consul en 49 av. J.-C.

## Biographie

### Famille
Marcus Claudius Marcellus est un descendant d'une personnalité emblématique de Rome, Marcus Claudius Marcellus, qui fut cinq fois consul et participa à la deuxième guerre punique.
Il s'agit du frère de Caius Claudius Marcellus, préteur en 80 av. J.-C. et de l'oncle de Caius Claudius Marcellus. Il eut deux fils d'une épouse inconnue, Marcus Marcellus et Caius Marcellus, respectivement consuls en 51 et 49 av. J.-C.

### Carrière
Il a exercé l'édilité curule en 91 av. J.-C. après avoir passé quelques années en Grèce pour se former à l'art oratoire,. Il y a rencontré Lucius Licinius Crassus avec lequel il s'est lié d'amitié.
En 74 av. J.-C., son pupille, un dénommé Iunius, est pris pour cible par le préteur urbain, Verrès qui le spolie de toute la fortune héritée de son défunt père,.